# Пидаева
Пидаева — деревня в Кудымкарском районе Пермского края. Входила в состав Степановского сельского поселения. Располагается на реке Олыч южнее от города Кудымкара. Расстояние до районного центра составляет 4 км. По данным Всероссийской переписи населения 2010 года, в деревне проживало 59 человек (35 мужчин и 24 женщины).

## История
По данным на 1 июля 1963 года, в деревне проживало 53 человека. Населённый пункт входил в состав Юринского сельсовета.